# سویازنوی
سویازنوی (روسی: Связной) شرکت خرده‌فروشی روس است، که در سال ۱۹۹۵ تأسیس شد.